# Hypnotize (сингл SOAD)
Hypnotize — пісня американського гурту System of a Down, яка була випущена першим синглом з їхнього однойменного альбому Hypnotize.

## Видання

### Hypnotize (Single)
CD1
| #  | Назва            | Автор слів      | Автор музики     | Тривалість |
| -- | ---------------- | --------------- | ---------------- | ---------- |
| 1. | «Hypnotize»      | Малакян, Танкян | Малакян , Танкян | 3:09       |
| 2. | «Science» (Live) | Танкян          | Малакян          |            |

CD2
| #  | Назва             | Автор слів      | Автор музики | Тривалість |
| -- | ----------------- | --------------- | ------------ | ---------- |
| 1. | «Hypnotize»       | Малакян, Танкян | Малакян      | 3:09       |
| 2. | «Mr. Jack» (Live) | Танкян, Малакян | Малакян      |            |
| 3. | «War?» (Live)     | Танкян          | Малакян      |            |

### Hypnotize (макси-сингл)
| #  | Назва             | Автор слів      | Автор музики | Тривалість |
| -- | ----------------- | --------------- | ------------ | ---------- |
| 1. | «Hypnotize»       | Малакян, Танкян | Малакян      | 3:09       |
| 2. | «Science» (Live)  | Танкян          | Малакян      |            |
| 3. | «Mr. Jack» (Live) | Танкян, Малакян | Малакян      |            |
| 4. | «War?» (Live)     | Танкян          | Малакян      |            |
| 5. | «Forest» (Live)   | Танкян          | Малакян      |            |

### Hypnotize (7" платівка)
| #  | Назва           | Автор слів      | Автор музики | Тривалість |
| -- | --------------- | --------------- | ------------ | ---------- |
| 1. | «Hypnotize»     | Малакян, Танкян | Малакян      | 3:09       |
| 2. | «Forest» (Live) | Танкян          | Малакян      |            |